# P-fenyleendiamine
p-fenyleendiamine (meestal afgekort tot PPD - vanuit het Engelse para-phenylenediamine - soms nog korter tot P) is een aromatisch amine die bij huidcontact een allergische reactie kan oproepen. Het wordt onder andere gebruikt in black henna, sommige donkere haarverven, textielverf met azoverbindingen en pigmenten, maar vooral bij de productie van polymeren en aramidevezels. Hoe donkerder de haarverfkleur des te meer p-fenyleendiamine zit er in de verf. Verder wordt de stof gebruikt voor kleurreacties bij de determinatie van korstmossen. In zuivere toestand is p-fenyleendiamine een witte vaste stof, die bij blootstelling aan de lucht donker kan worden als gevolg van oxidatie.

## Synthese
De gebruikelijke syntheseroute van p-fenyleendiamine gaat uit van de nitrering van chloorbenzeen tot 1-chloor-4-nitrobenzeen (bij deze reactie ontstaat ook ongeveer dubbel zoveel 1-chloor-2-nitrobenzeen). Het 4-nitrochloorbenzeen wordt met ammoniak behandeld, waarbij 4-nitroaniline ontstaat:
{\displaystyle {\ce {C6H4NO2Cl + 2NH3 -> C6H4NO2NH2 + NH4Cl}}}
Vervolgens wordt de nitrogroep van 4-nitroaniline gereduceerd tot een aminogroep met waterstofgas:
{\displaystyle {\ce {C6H4NO2NH2 + 3H2 -> C6H4(NH2)2 + 2H2O}}}
Een alternatieve methode gaat uit van aniline, dat wordt omgezet tot 1,3-difenyltriazine. Dat wordt dan omgezet in 4-aminoazobenzeen wat vervolgens met waterstof wordt gereduceerd tot p-fenyleendiamine.
Een derde methode gaat eveneens uit van aniline, dat met koolstofmonoxide reageert tot formanilide. Dit wordt genitreerd tot 4-nitroformanilide. Ten slotte worden de nitro- en de N-formylgroep daarvan omgezet in een aminogroep door respectievelijk een hydrogenering met waterstofgas en een hydrolyse.

## Allergie
PPD is een contactallergeen. Iemand die allergisch is voor p-fenyleendiamine is dat waarschijnlijk ook voor alle ermee verwante parakleurstoffen, zoals p-aminofenol, m-aminofenol, nitro-p-fenyleendiamine, para-aminodifenylamine, 2,5-tolueendiamine.